# 9 септември
9 септември е 252-рият ден в годината според григорианския календар (253-ти през високосна година). Остават 113 дни до края на годината.

## Събития
- 337 г. – След отстраняване на всички роднини, които биха имали претенции към трона, тримата синове на император Константин I Велики: Константин II, Констанций II и Констант съвместно заемат поста император на Римската империя.
- 924 г. – Състои се среща между цар Симеон I и император Роман I Лакапин при стените на Константинопол, която завършва със сключване на примирие.
- 1521 г. – След превземането на Белград, султан Сюлейман Великолепни нарежда изселването в Истанбул на българите от Белград и Белградската област, придружени от османската войска. След откупуване от Цариградския патриарх на пленените християнски светини от султана, на българите е разрешено да вземат със себе си християнските реликви от Белград – мощите на Света Петка Българска и на императрица Теофано, както и иконата на Света Богородица и на 10 септември същата година започва преселението им, което приключва през следващата 1522 г.
- 1570 г. – Османските турци завладяват Никозия (остров Кипър).
- 1776 г. – Континенталният конгрес, приел на 4 юли 1776 г. Декларацията за независимостта, официално нарича новия съюз на независимите щати Съединени американски щати.
- 1850 г. – Калифорния става 31-вият щат на САЩ.
- 1855 г. – Кримската война: След 349-дневна обсада англо-френските войски, действащи на Кримския полуостров, завладяват Севастопол.
- 1885 г. – Назначено е княжеско комисарство за Източна Румелия. Съпроводен от 2-ри конен Шуменски полк, княз Александър Батенберг влиза в Пловдив като княз на Северна и Южна България.
- 1886 г. – В Берн, Швейцария е подписана международна конвенция за защита на авторското право на литературни и художествени произведения.
- 1892 г. – Астрономът Едуард Емерсън Барнард открива Амалтея – петият по големина естествен спътник на Юпитер.
- 1903 г. – Главният щаб на Илинденско-Преображенското въстание се обръща към българското правителство за оказване на помощ.
- 1905 г. – В Русия е въведена академична автономия на университетите.
- 1909 г. – Официално е открита Софийската синагога.
- 1915 г. – Излиза под печата на БАН фундаменталният труд Българите в Македония.
- 1943 г. –  Втора световна война: Германските войски окупират северна и части от централна Италия. В Рим, намиращият се италиански моторизиран армейски корпус под командването на генерал Джакомо Карбони атакува германски парашутисти при Витербо и Пратика Ди Маре.
- 1943 г. – XXV обикновено народно събрание избира Регентство на малолетния цар Симеон II в състав: княз Кирил Преславски, професор Богдан Филов и генерал Никола Михов.
- 1944 г. – Деветосептемврийски преврат: С помощта на настъпващите в България сили на Червената армия начело с маршал Фьодор Толбухин, Отечественият фронт и Българската армия свалят правителството на Константин Муравиев и създават правителство на Отечествения фронт начело с Кимон Георгиев. С това в България започва мащабна политическа, икономическа и социална промяна.
- 1944 г. – В противоречие с конституцията правителството на България издава постановления за освобождаване от длъжност на регентите на Симеон II и за назначаване на нов Регентски съвет, в който влизат професор Венелин Ганев (независим), Цвятко Бобошевски (независим) и Тодор Павлов (комунист).
- 1944 г. – Вестник „Отечествен фронт“ започва да излиза легално.
- 1945 г. – За първи път Денят на свободата се чества като национален празник и неприсъствен ден. Във връзка с годишнината са помилвани и освободени от затвора около 900 души, осъдени от т.нар. Народен съд, а над 1000 души са пуснати от трудовите лагери.
- 1945 г. – От Москва в страната се завръща Васил Коларов.
- 1945 г. – За последно е връчен орденът „Победа“ – на Тито.
- 1948 г. – Обявено е създаването на Корейската народнодемократична република.
- 1949 г. – Поради катастрофалната реколта от зърнени храни, Народна република България е принудена за четвърти път след 9 септември 1944 г. да подпише спогодба със СССР за доставка на пшеница назаем.
- 1950 г. - Инцидент на Деветосептемврийската манифестация в София
- 1956 г. – Елвис Пресли дебютира в „Шоуто на Ед Съливан“.
- 1969 г. – В Канада влиза в сила т.нар. Езиков акт, съгласно който английският и френският стават официални езици за цялата територия на страната.
- 1969 г. – Самолетът при полет 853 на „Алегени Еърлайнс“ се сблъсква във въздуха с лек самолет „Пайпър PA-28“ близо до Феърланд, Индиана и убива всички 83 души на борда на двете машини.
- 1970 г. – Британски самолет е отвлечен от Народния фронт за освобождение на Палестина и е транспортиран до летище „Доусънс Фийлд“ в Йордания.
- 1972 г. – Българската национална телевизия излъчва първото цветно предаване – манифестацията от площад „9 септември“ (днес „Княз Александър Батенберг“). Започва работа Варненското телевизионно студио.

- 1974 г. – Народна република България прекратява заглушаването на радиостанция „Гласът на Америка“.
- 1974 г. – Започват денонощни излъчвания на радиопрограма „Хоризонт“ на Българското национално радио.
- 1975 г. – Започва редовното излъчване на втора програма на Българската национална телевизия.
- 1978 г. – СССР изстрелва автоматичния космически апарат „Венера 11“.
- 1985 г. – САЩ обявяват въвеждането на икономически санкции за ЮАР като реакция срещу режима на апартейд.
- 1991 г. – Таджикистан обявява независимост от СССР.
- 1999 г. – 9-етажен жилищен блок в Москва е разрушен в резултат на терористичен бомбен взрив – 94 души загиват, 164 са ранени.
- 2000 г. – Международната организация за отчитане на корупцията класира България на 52-ро място от 90 страни по света и на 9-о място измежду 16 страни от Източна Европа.
- 2006 г. – На 27-а мисия е изстреляна американската космическа совалка Атлантис с главна цел доставка на два допълнителни слънчеви панела за Международната космическа станция.

## Родени
- 214 г. – Аврелиан, римски император († 275 г.)
- 384 г. – Флавий Хонорий, римски император († 395 г.)
- 1585 г. – Арман Жан дю Плеси дьо Ришельо, френски кардинал и държавник († 1642 г.)
- 1737 г. – Луиджи Галвани, италиански физик († 1897 г.)
- 1778 г. – Клеменс Брентано, немски поет († 1842 г.)
- 1828 г. – Йоаким Груев, български възрожденец, († 1912 г.)
- 1828 г. – Лев Толстой, руски писател и философ († 1910 г.)
- 1849 г. – Никола Войновски, български революционер († 1876 г.)
- 1859 г. – Стефан Николов, български офицер и революционер († 1915 г.)
- 1883 г. – Преподобна Стойна, българска ясновидка († 1933 г.)
- 1883 г. – Стефан Баламезов, български правист († 1960 г.)
- 1895 г. – Тома Измирлиев, български писател († 1935 г.)
- 1899 г. – Александър Несмеянов, руски химик органик, академик († 1980 г.)
- 1901 г. – Иван Радоев, български футболист († 1985 г.)
- 1908 г. – Чезаре Павезе, италиански писател († 1950 г.)
- 1920 г. – Митко Григоров, български политик, дипломат († 1987 г.)
- 1922 г. – Ханс Георг Демелт, германски физик, лауреат на Нобелова награда по физика през 1989 г. († 2017 г.)
- 1923 г. – Клиф Робъртсън, американски актьор († 2011 г.)
- 1924 г. – Рик Ван Стенберген, белгийски колоездач († 2003 г.)
- 1941 г. – Георги Каменов, български футболист
- 1941 г. – Денис Ричи, американски информатик († 2011 г.)
- 1941 г. – Отис Рединг, американски изпълнител († 1967 г.)
- 1941 г. – Станислав Стратиев, български писател († 2000 г.)
- 1944 г. – Иван Желев, български политик
- 1944 г. – Цанко Яблански, български политик
- 1951 г. – Трайчо Соколов, български футболист († 2019 г.)
- 1954 г. – Волен Николаев, български поет († 2011 г.)
- 1959 г. – Ерик Сера, френски композитор
- 1960 г. – Хю Грант, британски актьор
- 1962 г. – Лиза Марклунд, шведска писателка
- 1963 г. – Роберто Донадони, италиански футболист
- 1965 г. – Мая Димитрова, български политик, икономист, инженер и юрист
- 1966 г. – Адам Сандлър, американски актьор
- 1969 г. – Адемоле Банколе, нигерийски футболист
- 1970 г. – Наталия Страйгнард, венецуелска актриса
- 1972 г. – Горан Вишнич, хърватски актьор
- 1974 г. – Филип Аврамов, български актьор
- 1975 г. – Майкъл Бубле, канадски певец, актьор и композитор
- 1976 г. – Хуан Алфонсо Баптиста, венецуелски актьор
- 1980 г. – Мишел Уилямс, американска актриса
- 1980 г. – Яни Лиматайнен, финландски музикант
- 1981 г. – Сандра Шайн, унгарска порно актриса
- 1985 г. – Лука Модрич, хърватски футболист
- 1987 г. – Александър Сонг, камерунски футболист
- 1991 г. – Оскар, бразилски футболист

|  |  |  |  |

## Починали
- 276 г. – Флориан, римски император (* 232 г.)
- 1000 г. – Олаф I, крал на Норвегия (* 969 г.)
- 1087 г. – Уилям I, крал на Англия, херцог на Нормандия (* 1028 г.)
- 1271 г. – Ярослав III, велик княз на Владимирско-Суздалското княжество (* ? г.)
- 1513 г. – Джеймс IV Стюарт, шотландски крал (* 1473 г.)
- 1569 г. – Питер Брьогел Стари, фламандски художник (* 1525 г.)
- 1596 г. – Анна I Ягелонина, кралица на Полша и велика княгиня на Литва (* 1523 г.)
- 1815 г. – Джон Копли, американски художник (* 1738 г.)
- 1841 г. – Огюстен Пирам дьо Кандол, швейцарски ботаник (* 1778 г.)
- 1849 г. – Михаил Павлович, велик княз на Русия (* 1798 г.)
- 1891 г. – Жул Греви, президент на Франция (* 1807 г.)
- 1898 г. – Стефан Маларме, френски поет (* 1842 г.)
- 1901 г. – Анри дьо Тулуз-Лотрек, френски художник (* 1864 г.)
- 1929 г. – Алексей Павлов, руски геолог (* 1854 г.)
- 1932 г. – Стоян Заимов, български революционер и възрожденец (* 1867 г.)
- 1941 г. – Богдан Баров, български революционер (* 1885 г.)
- 1944 г. – Франк Маршал, американски шахматист (* 1877 г.)
- 1947 г. – Виктор Орта, белгийски архитект (* 1861 г.)
- 1976 г. – Мао Дзъдун, китайски политик (* 1893 г.)
- 1978 г. – Джак Уорнър, американски филмов продуцент (* 1892 г.)
- 1990 г. – Самюъл Доу, Президент на Либерия (* 1951 г.)
- 1994 г. – Адам Лиментани, английски психиатър (* 1913 г.)
- 1995 г. – Цветан Бончев, български физик (* 1929 г.)
- 2001 г. – Шах Масуд, афганистански политик и военен деятел (* ок. 1952 г.)
- 2003 г. – Едуард Телер, унгарски и американски ядрен физик от еврейски произход, създател на водородната бомба (* 1908 г.)
- 2010 г. – Бент Ларсен, датски шахматист (* 1935 г.)

|  |  |  |  |  |

## Празници
- Световен ден на красотата – Отбелязва се по инициатива на Международния комитет по естетика и козметология от 2003 г.
- Национален празник на Народна република България до 1990 г.
- Северна Корея – Ден на народната република (1948 г., национален празник)
- Таджикистан – Ден на независимостта (от СССР, 1991, национален празник)
- Япония – Ден на хризантемите